# Redwood (New York)
Pour les articles homonymes, voir Redwood.
Redwood est un village et un census-designated place (CDP) dans le comté de Jefferson (New York).
Sa population était de 605 habitants en 2010.

## Géographie
Redwood est située dans la partie est de la ville d'Alexandria. La communauté est bordée au sud-est par la ville de Theresa.
Selon le Bureau du recensement des États-Unis, le CDP a une superficie totale de 6,6 km2, dont 5,2 km2 de terres et 1,4 km2 d'eau, soit 20,89 %. Le lac Mud se trouve dans la partie sud du CDP, et l'extrémité sud-ouest du lac Butterfield dans la partie est.
Redwood est situé sur la New York State Route 37, à la jonction des routes de comté 3 et 192. La route 37 mène à Watertown, le chef-lieu du comté, à 39 km au sud, et à Morristown, sur le fleuve Saint-Laurent, à 35 km au nord. Alexandria Bay, également sur le Saint-Laurent, se trouve à 11 km au nord-ouest par la route 192 du comté et la State Route 26.

## Personnalités liées au village
- L'ancien représentant démocrate John Cosgrove (en), qui a servi dans la 6e circonscription du Missouri, est né près d'Alexandria Bay et a été scolarisé à Redwood[2].
- Le boxeur Tommy Ryan y est naît.